# هرمان ماير
هرمان ماير (بالألمانية: Hermann Frank Meyer)‏ (و. 1940 – 2009 م) هو صحفي الرأي، ومؤرخ، وتاريخ، وصحافة الرأي ألماني، ولد في هانوفر، توفي عن عمر يناهز 69 عاماً.

## جوائز
حصل على جوائز منها:

وسام الصليب من رتبة استحقاق من جمهورية ألمانيا الاتحادية